# Uśniak
Uśniak – kolonia w Polsce położona w województwie mazowieckim, w powiecie garwolińskim, w gminie Sobolew.
W latach 1975–1998 miejscowość administracyjnie należała do województwa siedleckiego.